# Kasper Rørsted
Kasper Rørsted (Nacido el 24 de febrero de 1962 en Aarhus) es el CEO de Adidas-Group.

## Carrera

### Carrera temprana
- -1995: Ventas y posiciones de marketing dentro de Oracle y Digital Equipment Corporation
- 1995-2001: Puestos dentro de Compaq, entre ellos director gestor de Compaq Empresa Grupo Empresarial en EMEA.
- 2001-2002: Director General de Compaq EMEA
- 2002–2004: Director General de HP EMEA
- 2005–2007: Director en Henkel
- 2007–2008: Vicepresidente en Henkel

### Dirigente corporativo
Rørsted se unió a Henkel como CEO en 2008. Bajo su dirección, la capitalización de mercado del grupo se cuadruplicó a más de 36 mil millones de euros. En enero de 2016, se anunció que Rørsted dejaría la compañía para convertirse en CEO de Adidas, en reemplazo de Herbert Hainer.

## Otras actividades

### Tableros corporativos
- Nestlé, Miembro del Consejo de administración (desde 2018)[7][8]
- Bertelsmann, Miembro del Consejo de Supervisión (desde 2011)[9]
- Anheuser-Busch InBev, Miembro del Consejo de Administración (2015-2016)
- Danfoss, Miembro del Consejo de Administración (2009-2017)
- Ecolab, Miembro del Consejo de Administración (2005-2008)[10]
- Cable & Comunicaciones Inalámbricas, Miembro de la Junta Directiva (2003-2011)

### Organizaciones sin ánimo de lucro
- Federación de Industrias alemanas (BDI), Miembro del Presidium (2017-2018)[11]
- Mesa de Ronda europea de Industrialists (ERT), Miembro[12]

## Vida personal
Rorsted está casado y tiene cuatro hijos. La familia reside en Múnich.